# Laares
Laares is een wijk in het stadsdeel Centrum in Enschede, in de Nederlandse provincie Overijssel. De wijk wordt omgrensd door de Oldenzaalsestraat, de Laaressingel en de spoorlijn Enschede-Gronau en ligt net ten noordoosten van de binnenstad.
De oorspronkelijke arbeiderswijk is in de jaren '10 van de 21e eeuw geherstructureerd. Vierhonderd voornamelijk sociale huurwoningen zijn vervangen door 460 nieuwbouwwoningen in een duurder segment. Daarbij is het stratenplan gereconstrueerd en het aantal voorzieningen uitgebreid.